# Стерново
Стерново (пол. Sternowo, нім. Sternau) — село в Польщі, у гміні Хойниці Хойницького повіту Поморського воєводства.
У 1975-1998 роках село належало до Бидгощського воєводства.